# Rapsglanzkäfer
Der Rapsglanzkäfer (Brassicogethes aeneus) ist ein Käfer aus der Familie der Glanzkäfer (Nitidulidae).

## Merkmale
Rapsglanzkäfer werden nur etwa zwei Millimeter lang. Der Chitin-Panzer glänzt metallisch, die Farbe variiert bei verschiedenen Individuen, sie kann grün, blau, violett oder sogar schwarz sein. Der Körper hat eine ovale Form. Die Flügeldecken sind mit kleinen Härchen übersät. Sowohl die Beine als auch die Fühler sind braun gefärbt. Die kurzen Fühler verdicken sich am Ende zu einer Keule.

## Vorkommen
Die Käfer sind in Europa, Nordafrika, Asien und Nordamerika weit verbreitet. Sie halten sich vorwiegend in offenem oder buschreichem Gelände auf.

## Lebensweise

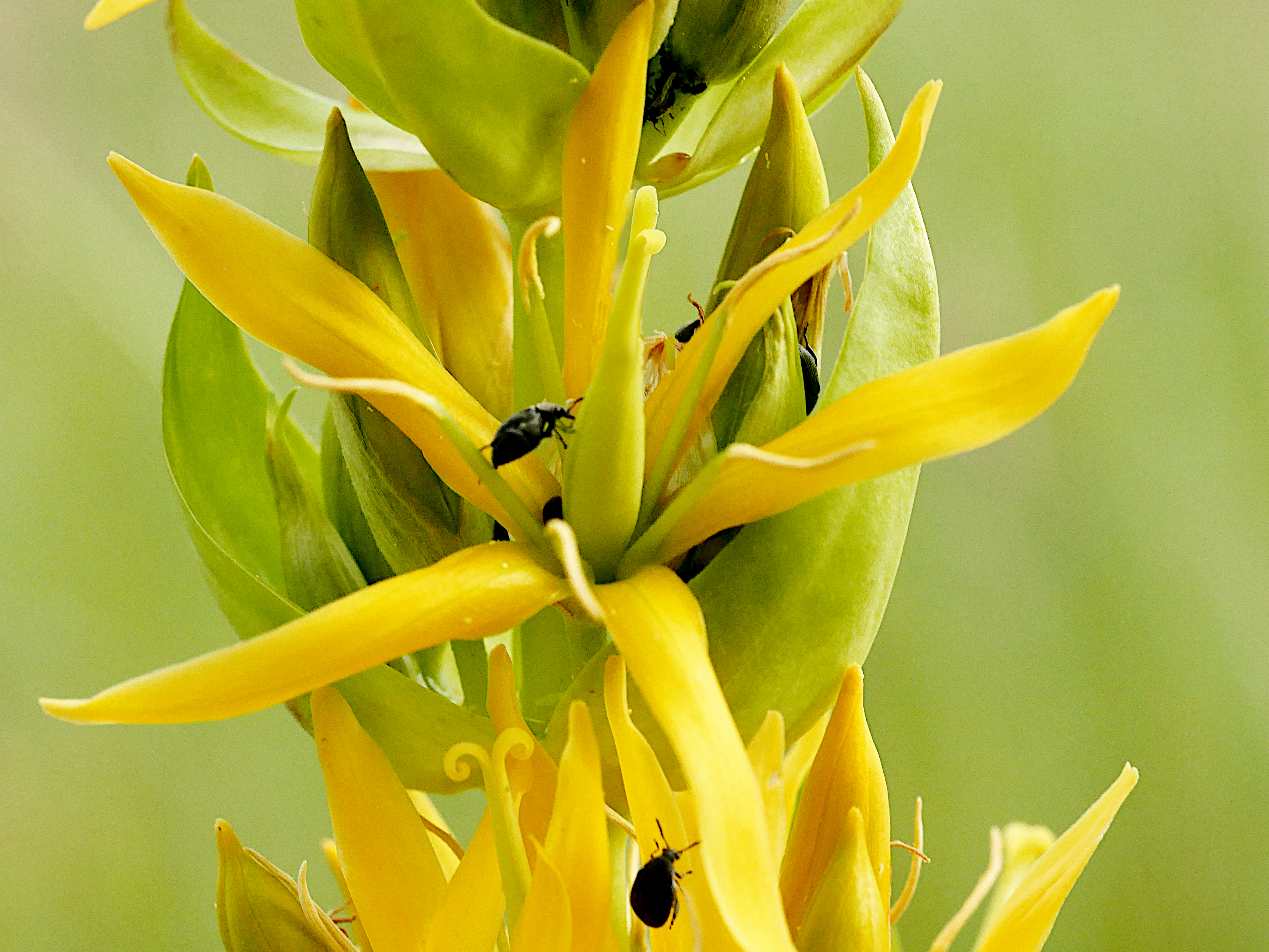
Rapsglanzkäfer auf der Blüte eines Gelben Enzians

Die Tiere sitzen tagsüber auf Blüten. Sie ernähren sich nicht ausschließlich von Raps, sondern allgemein von Kreuzblütlern. Rapsglanzkäfer fressen neben den Pollen auch Stempel und Fruchtknoten der Blüten. Bei Massenauftreten können die Käfer dadurch zu erheblichen Schäden in der Landwirtschaft führen. Die Larven leben ebenfalls in Blüten, ernähren sich aber nur von Pollen und stellen so keine Gefahr für die Wirtschaft dar. Nach mehreren Häutungen verpuppt sich die Larve im Boden. Noch im gleichen Jahr schlüpft der fertige Käfer ungefähr zur Zeit der Rapsblüte bei einer Lufttemperatur ab 9 °C.
Im Sommer 2006 kam es in Deutschland im Osten Schleswig-Holsteins zu einem massenhaften Auftreten des Rapsglanzkäfers.
Die Käfer sind auch in der Lage, Töne zu erzeugen.

## Bekämpfung
Im biologischen Landbau wurden Käfersammelmaschinen entwickelt sowie eine Vielzahl weiterer Bekämpfungsmöglichkeiten praktiziert. Möglich sind der Einsatz von entomopathogenen Pilzen, Fangpflanzen, z. B. Rübsen, oder Förderung von Nützlingen, z. B. Parasitoiden.
Die Bekämpfung des Rapsglanzkäfers wurde im konventionellen Landbau in den letzten 20 Jahren fast ausschließlich mit Pyrethroiden durchgeführt. Die Rapsglanzkäfer beladen sich mit dem Insektizid, sobald sie sich im gespritzten Pflanzenbestand fortbewegen, oder werden vom Insektizid auch direkt erfasst. Die Wirkung setzt relativ schnell ein: Die Käfer sind desorientiert und bewegen sich unrhythmisch, sie „torkeln“. Sie fallen schließlich von den Rapspflanzen herab, und sind dann nicht mehr an den Pflanzen zu finden. Da Pyrethroide nicht in die Pflanze eindringen, können sie relativ schnell durch Regenfall abgewaschen, bzw. bei starker Sonneneinstrahlung abgebaut werden. Bei Temperaturen zwischen 5 und 15 °C sind Pyrethroide gut einsetzbar.
Diese Insektizide teilt man nach ihrem chemischen Aufbau in Klasse 1 (z. B. Bifenthrin) und Klasse 2 (z. B. Deltamethrin) auf. In den letzten 10 Jahren hat die Wirksamkeit dieser Pyrethroide gegen den Rapsglanzkäfer europaweit nachgelassen. Die Ursachen hierfür sind vielfältig, z. B. die Ausdehnung der Anbaufläche von Raps. Die Resistenz tritt in erster Linie bei den Pyrethroiden der Klasse 2 auf und beruht auf einem enzymatischen Abbau des Insektizids im Körper des Insekts.
In der Schweiz sind zur Bekämpfung des Rapsglanzkäfers – mit Stand Mai 2019 – Pflanzenschutzmittel mit den Wirkstoffen Acetamiprid, Bifenthrin, Chlorpyrifos, Chlorpyrifos-methyl, Etofenprox, Indoxacarb, Kaolin, Pymetrozin, Spinosad und Thiacloprid zugelassen; Ökologische Landwirtschaft und IP-Suisse beschränken sich auf den Einsatz von Kaolin.

## Parasitoide
Die Parasitoide der Larven des Rapsglanzkäfers sind Endoparasitoide und gehören zur Ordnung der Hymenopteren. Für Europa wurden bisher neun Arten als Parasitoide des Rapsglanzkäfers identifiziert. Die am Rapsglanzkäfer in Deutschland am häufigsten auftretenden Parasitoide sind Phradis interstitialis (Thomson), Phradis morionellus (Holmgren) und Tersilochus heterocerus Thomson aus der Schlupfwespen-Unterfamilie Tersilochinae. Diese drei Arten bilden nur eine Generation pro Jahr (univoltin).
Die erwachsenen Parasitoiden suchen die Larven des Rapsglanzkäfers (Wirtslarven) an den Blüten auf und stechen sie mit dem Ovipositor  an. Dabei legen sie ein einzelnes Ei in die Larven des Rapsglanzkäfers. Die Wirtslarve wird zunächst nicht geschädigt, sondern entwickelt sich weiter. Nach dem dritten Larvenstadium lassen sich die Wirtslarven von der Rapspflanze auf den Boden fallen, wo sie sich zur Verpuppung eingraben. In diesem Augenblick (oder kurz zuvor) schlüpft die Larve des Parasitoiden im Inneren der Wirtslarve. Die Wirtslarve stirbt daraufhin in ihrem Verpuppungskokon im Boden ab. Im Folgejahr schlüpft der erwachsene Parasitoid aus dem Erdkokon. Der Kreislauf beginnt erneut.
Parasitierungsraten von mehr als 50 % sind möglich. Der Grad der Parasitierung ist jedoch abhängig von einer Vielzahl von Faktoren (Klima, Rapssorte, ackerbauliche Faktoren). Die Parasitierung einer Wirtslarve durch zwei unterschiedliche Parasitoiden-Arten ist möglich.

## Taxonomie
In der Literatur werden folgende Synonyme verwendet:
- Meligethes bonvouloiri C. Brisout de Barneville, 1872
- Meligethes brassicae Reitter, 1875
- Nitidula coeruleus Marsham, 1802
- Meligethes moerens LeConte, 1857
- Meligethes mutatus Harold, 1868
- Meligethes rotundangulus Ganglbauer, 1899
- Meligethes rufimanus LeConte, 1857